# Colleen Madamombe
Colleen Madamombe (1964 – 31 tháng 5 năm 2009) là một nhà điêu khắc Zimbabwe.
Colleen Madamombe, sinh năm 1964 tại Salisbury, Rhodesia (nay là Harare, Zimbabwe sau độc lập năm 1980) nhận được bằng trung học tại Kutama, từ năm 1979 đến năm 1984. Bà nhận được bằng tốt nghiệp tại trường BAT Workshop of the National Gallery Zimbabwe từ 1985–1986 và năm 1986 bà kết hôn với nhà điêu khắc người Zimbabwe Fabian Madamombe, hai người sau này có bảy người con. Ban đầu, bà chuyên vẽ tranh nhưng vào năm 1987, bà đã giúp chồng mình điêu khắc tại Công viên Điêu khắc Chapungu, nơi bà bắt đầu điêu khắc đá. Colleen trở thành bạn thân với nhà điêu khắc nữ đồng nghiệp, Agnes Nyanhongo, và nhanh chóng phát triển phong cách điêu khắc của riêng mình trong ba năm bà ở lại toàn thời gian ở Chapungu. Trong khi một số công việc ban đầu của bà được lấy cảm hứng từ việc quan sát kiến, ong, bướm và sâu bướm, Colleen trở nên nổi tiếng với các tác phẩm mô tả phụ nữ và văn hóa Shona của họ. Bà đã minh họa nhiều chủ đề của phụ nữ: phụ nữ trong công việc, trong thu hoạch, mang theo nước hoặc cùng với trẻ em và phụ nữ sinh con. Các nhân vật nữ ngắn, mập mạp của bà nhanh chóng trở thành biểu tượng của nữ tính ở Zimbabwe và được Liên hoan phim quốc tế Zimbabwe chấp nhận là giải thưởng cho tất cả những người chiến thắng giải phim này. Bà đã giành giải thưởng "Nữ nghệ sĩ xuất sắc nhất của Zimbabwe" ba lần.